# Robersart
Robersart là một xã ở trong tỉnh Nord ở miền bắc nước Pháp. Xã này có diện tích 2,33 kilômét vuông, dân số năm 1999 là 170 người. Xã nằm ở khu vực có độ cao trung bình 150mét trên mực nước biển.